# Johannes Murmellius
Johannes Murmellius (1480-1517) (* Roermond,   † Deventer, 2 de Outubro de 1517) foi pedagogo, filólogo, poeta e humanista alemão. Autor de inúmeros tratados, preocupou-se com a divulgação do humanismo, principalmente no bispado de Münster. Foi aluno de Alexander Hegius em Deventer e reitor em Alkmaar em 1513, onde ele insistia que seus alunos tivessem bons conhecimentos da Bíblia. Trabalhou durante algum tempo com o humanista holandês Gerardus Listrius (1490-1546) sobre quem pesa uma suspeita de havê-lo envenenado.

## Publicações
- Opus de verborum compositione, 1502, 1504
- Cato major
- Enchiridion scholasticorum,
- Elegiarum moralium libri quattuor,
- Epigrammatum liber,
- Ioannis Murmellii Ruremundensis Panegyricon, in preconium illustrissimi principis Erici Monasteriensis ecclesiae episcopi. - Coloniae : Quentel, 1509. Digitalização pela Universitäts- und Landesbibliothek Düsseldorf
- Alcimi Aviti libri sex reccogniti,
- Ciceronis epistolae quaedam selectae,
- Juvenalis tres satirae, (três sátiras de Juvenal)
- Versiticatoriae artis rudimenta,
- Pappa puerorum, Colônia 1513
- Boethii de consolatione philosophiae libri V, (A Consolação da Filosofia de Boécio
- Scoparius in barbariei propugnatores et osores Humanitatis,